# 女たちの家
『女たちの家』（おんなたちのいえ）は、フジテレビ系列で放映されたテレビドラマ。1980年1月9日～同年6月25日まで「平岩弓枝ドラマシリーズ」枠で放映された。

## 概要
青山はるみは49歳。夫の成一はペンション経営が夢だったが、突然亡くなり、平穏だった日々はあっけなく終わる。更に、成一の先妻の息子ではるみとは血のつながってない誠からは、新しく家を建てたいのでその一部として2000万円ほどを、と要求してくるほど。はるみの姉・けいやけいの息子（甥）の要介、夫の弟の成二ははるみに味方してくれるが、そんな中、詐欺師に夫の退職金を狙われそうになったり、夫の友人の医師に求婚されたりの目まぐるしい日々を送る。成一の残した金で暮らしていくか、求婚を受け入れて再婚するか選択を迫られた中、夫の夢だったペンション経営に乗り出すことを選択。しかし自分にはつても自信もなかったが、そんな中、会社を辞めて自分で商売をしたいと密かに計画していた要介がはるみの夢に乗るようにこれに賛同。そして知人の娘、その娘婿・哲夫など周りの人々が次々に自分の夢を託し始める。夫の死にもめげず。夫の夢だったペンション建設に奮闘するはるみを中心にその周りの人々の姿を描いていったホームドラマ。
当初「12回予定」と発表されていたが、25回まで放送された。

## 出演
- 青山はるみ：京塚昌子
- けい（はるみの姉）：葦原邦子
- 要介（けいの息子）：篠田三郎
- 青山誠：浜畑賢吉
  - 静岡で診療所を開業している。
- 青山万里子（誠の妻）：中山麻里
- 花緒：水沢アキ
- 青山成一：千秋実
- 青山成二：大村崑
- 青山良子（成二の妻）：園佳也子
- 青山六助（成二の息子）：長谷川諭
- 哲夫：中島久之
- 咲子：木村理恵
- 宇野立夫（建築家）：高橋昌也
- 鈴木勝広：西村晃
- 棟梁・寛一：立原博
- 克子（寛一の娘）：7渡辺陽子
- 前田：内藤武敏
- 前田奈々子（前田の娘）：結城美栄子
- 弁護士・今村：庄司永建
- 和泉良吉：金田龍之介（第20話・第21話）
- 和泉幸子：鳳八千代（第20話・第21話）
- 木下：小鹿番
  - はるみのペンション「せいざん」の近所の民宿経営者。
- 室町静香：大鹿次代
  - 花緒の生みの母。
- 初子（誠一郎の娘）：村地弘美
- 誠一郎：千秋実（二役）

## スタッフ
- 作・原作：平岩弓枝「女たちの家」
- プロデューサー：大野木直之
- 演出
  - 戸国浩器（第1-3、6-7、10-11、14-15、20-24各話）
  - 青木征雄（第4-5、8-9、12-13、16-19、25各話）
- 音楽：桑原研郎
- 主題歌：「たそがれタペストリー」（歌：由紀さおり）
  - 作詞：ちあき哲也／作曲：桑原研郎／編曲：萩田光雄）